# Kernkraftwerk Vandellòs
Das Kernkraftwerk Vandellòs (katalanisch Central nuclear de Vandellòs, spanisch Central nuclear de Vandellós, kurz CNV)  ist bei Vandellòs i l’Hospitalet de l’Infant in der Provinz Tarragona gelegen und besteht aus zwei Blöcken.

## Block 1
Der erste Block, Vandellòs-1 war ein graphitmoderierter und mit Kohlenstoffdioxid gekühlter Reaktor (UNGG-Reaktor). Dieser Block hatte eine elektrische Leistung von 500 MW und wurde 1972 in Betrieb genommen. Am 19. Oktober 1989 ereignete sich dort ein ernster Störfall (INES 3), bei dem der Block durch ein Feuer irreparabel beschädigt wurde. Die Reparatur der Anlage wäre unwirtschaftlich gewesen, daher wurde am 31. Juli 1990 beschlossen, Block 1 stillzulegen. Im Jahr 2003 beschloss die ENRESA, die zweite Phase des Stilllegungs- und Abbau-Projektes, mit dem ein großer Teil der Anlage beseitigt werden darf, freizugeben. Nach 30 Jahren sicheren Einschlusses, wenn die Aktivität um 95 Prozent gesunken ist, kann der Rest der Anlage beseitigt werden.

## Block 2
Der Block Vandellòs-2 ist ein Druckwasserreaktor mit 2912 MW thermischer und 1087 MW elektrischer Leistung und seit 1988 am Netz. Das Kernkraftwerk gehört zu 72 Prozent Endesa und zu 28 Prozent Iberdrola. Ein dritter Block war geplant, jedoch wurde das Projekt am 2. September 1995 aufgegeben.

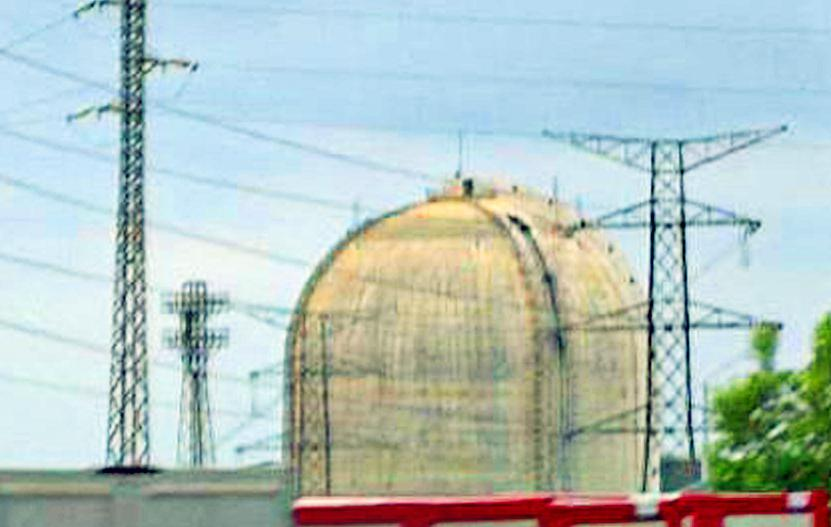
Block 2, oberer Teil des Containments
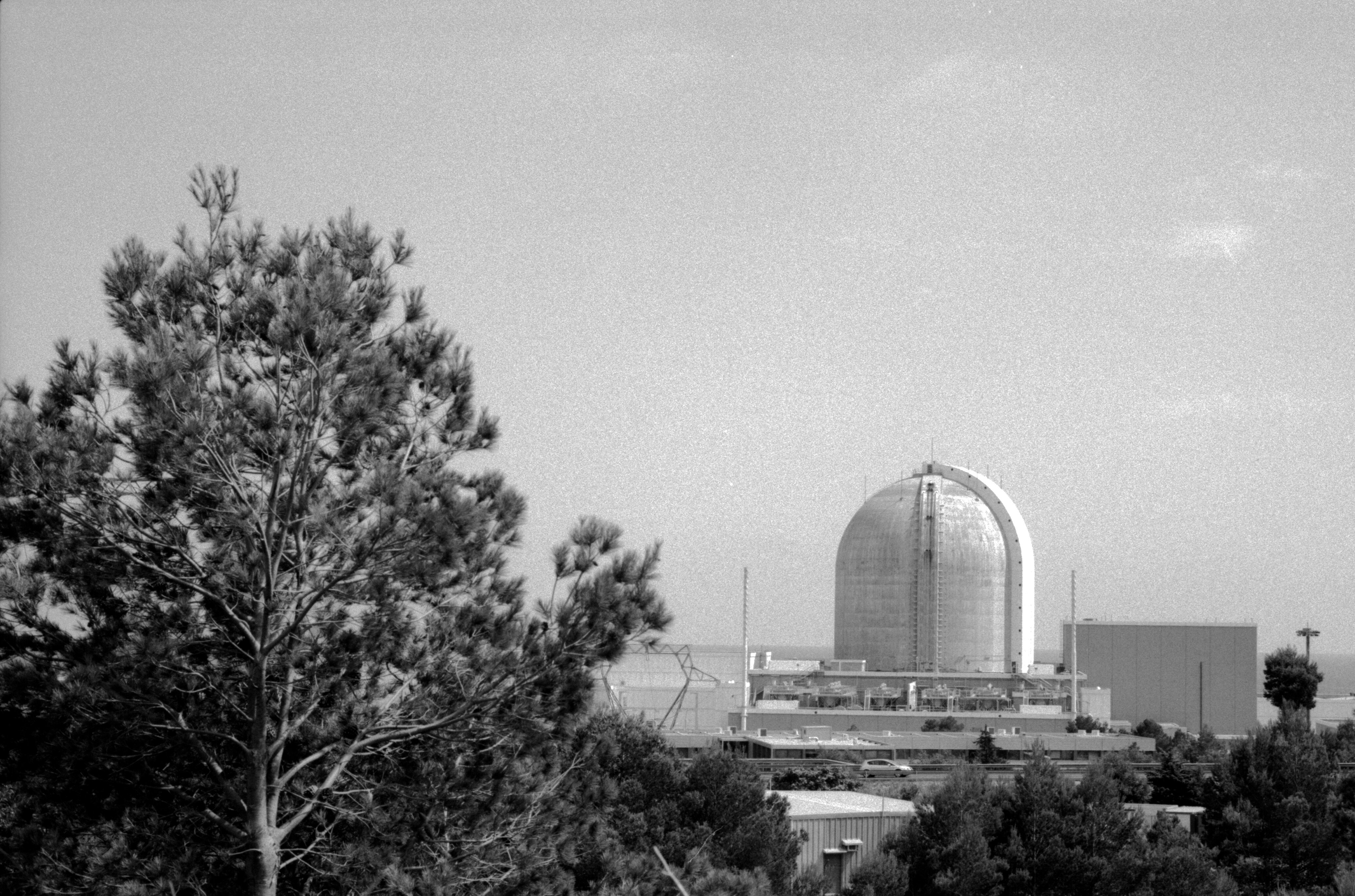
Block 2 (2010)

### Störfälle
Am 10. Oktober 2014 fielen bei Block 2 im Leistungsbetrieb beide externen Stromnetz-Versorgungen aus. Er konnte damit keinen Strom mehr abgeben und auch nicht mehr aus dem Netz beziehen. Um den Reaktor für die Reparatur herunterzufahren, braucht es aber Strom, der nun aufgrund des Netzausfalles durch Notstrom-Dieselgeneratoren im Werk geliefert werden musste. Nach einer Stunde und 24 Minuten war die Netzversorgung wieder hergestellt, der Notstromfall damit beendet. Der Störfall erfuhr noch Erschwernisse durch Anzeigen-Ausfälle im Notfall-Raum des Werks.
Am 4. Februar 2015 führte bei Block 2 ein falsches Steuerungssignal zum Ausfall der Hauptspeisewasserpumpen. Grund für das falsche Signal sollen starke Winde gewesen sein. Ein Weiterbetrieb war ohne Hauptspeisewasser nicht mehr möglich, der Reaktor musste mit Hilfe des Notspeisewassersystems heruntergekühlt werden.

## Daten der Reaktorblöcke
Das Kernkraftwerk Vandellòs hat insgesamt drei Blöcke:
| Reaktorblock | Reaktortyp         | Netto- leistung | Brutto- leistung | Baubeginn  | Netzsyn- chronisation | Kommer- zieller Betrieb | Abschal- tung                    |
| ------------ | ------------------ | --------------- | ---------------- | ---------- | --------------------- | ----------------------- | -------------------------------- |
| Vandellòs-1  | UNGG-Reaktor       | 480 MW          | 500 MW           | 21.06.1968 | 06.05.1972            | 02.08.1972              | 31.07.1990                       |
| Vandellòs-2  | Druckwasserreaktor | 1045 MW         | 1087 MW          | 29.12.1980 | 12.12.1987            | 08.03.1988              |                                  |
| Vandellòs-3  | Druckwasserreaktor | 900 MW          | 1000 MW          |            |                       |                         | Projekt am 02.09.1995 aufgegeben |